# Антиинтелектуализъм
Антиинтелектуализъм е недоверието или враждебното отношение към интелекта, интелектуалците и интелектуалните цели и занимания, обикновено изразявано в присмиването, осмиването на образованието, философията, литературата, изкуството и науката. Като политическо прилагателно антиинтелектуален описва образователна система, наблягаща на минимални академични постижения и управление, което формулира публичната политика без съветване с академията и учените.
Хора, враждебно настроени към интелектуалците, често се представят като защитници на „простите хора“ и превърженици на егалитаризма в противовес на елитаризма, особено срещу академичния елитаризъм. Критиците на интелигенцията често твърдят, че дълбоко образованите образуват затворена социална класа, която доминира при обсъждания в политиката и образованието.
|  | Тази страница частично или изцяло представлява превод на страницата Anti-intellectualism в Уикипедия на английски. Оригиналният текст, както и този превод, са защитени от Лиценза „Криейтив Комънс – Признание – Споделяне на споделеното“, а за съдържание, създадено преди юни 2009 година – от Лиценза за свободна документация на ГНУ. Прегледайте историята на редакциите на оригиналната страница, както и на преводната страница, за да видите списъка на съавторите. ВАЖНО: Този шаблон се отнася единствено до авторските права върху съдържанието на статията. Добавянето му не отменя изискването да се посочват конкретни източници на твърденията, които да бъдат благонадеждни. |